# Urophycis cirrata
La locha de fondo, brótola (en Argentina y Uruguay) o merluza barbona del Golfo (en México), es la especie Urophycis cirrata, un pez marino de la familia de los fícidos distribuido por la costa oeste del océano Atlántico, desde Florida a Argentina, así como el mar Caribe y golfo de México.

## Anatomía
La longitud máxima normal de estos peces es unos 40 cm, aunque se ha descrito un ejemplar de 66 cm. No tienen espinas en ninguna aleta; los bigotes son muy cortos y en muchos ejemplares no los tienen; presentan una mancha algo oscura en el opérculo.

## Hábitat y biología
Es una especie batidemersal marina, es decir, que vive posada directamente sobre el fondo arenoso o el fango, a una profundidad descrita entre 27 y 684 m, aunque lo normal es encontrarlos entre los 360 y 470 metros de profundidad.

## Pesca
La pesca de esta especie no ha sido abundante en el pasado, aunque en la actualidad se está estudiando que tiene un potencial interés, por su relativa abundancia y por el altísimo valor que alcanzan estos ejemplares en los mercados.